# Aeromys thomasi
Aeromys thomasi är en däggdjursart som först beskrevs av Charles Hose 1900. Den ingår i släktet Aeromys och familjen ekorrar. IUCN kategoriserar arten globalt som otillräckligt studerad (kunskapsbrist, "DD"). Inga underarter finns listade.

## Beskrivning
En stor flygekorre med klar, rödbrun päls över hela kroppen. Flyghuden sträcker sig inte bara mellan benen, utan går också mellan nacke och överarmar och mellan bakben och svans. Svansen är smal med ganska tillplattad päls. Kroppslängden är 35 till 40 cm, ej inräknat den 34 till 43 cm långa svansen, och vikten varierar mellan 1,38 och 1,49 kg.

## Utbredning
Denna flygekorre förekommer i norra och västra delen av Borneo.

## Ekologi
Arten förekommer från låglänta Dipterocarpus-skogar till lägre bergsskogar (upp till 1 600 m). Den kan även påträffas i gläntor så länge de är omgivna av åtminstone några högre träd. Aeromys thomasi är nattaktiv och äter främst frukter.